# Mónika Sinka
Mónika Sinkă (* 12. Oktober 1989 in Târgu Mureș) ist eine rumänische Fußballspielerin.

## Karriere
Sinka spielte in ihrer Jugend Futsal für den rumänischen Verein City’US Târgu Mureş und kam 2006 zum Fußballverein FCM Târgu Mureș.
Im Juli 2011 verließ die offensive Mittelfeldspielerin Rumänien und wechselte zum polnischen Ekstraliga Klub Pogoń Szczecin Women. Nach einer Saison in Polen wechselte sie gemeinsam mit Zwillingsschwester Zsuzsánna nach Deutschland zum Zweitligisten Blau-Weiß Hohen Neuendorf. Im Januar 2013 verkündete sie ihre Rückkehr aus Deutschland, nach Italy Riviera di Romagna. Nach 30 Spielen in 2 Jahren beim 1. FC Lübars kehrte sie im Sommer 2016 zum SV Blau-Weiß Hohen Neuendorf zurück.

### Nationalmannschaft
Am 27. März 2010 gab sie ihr A-Länderspieldebüt für die Rumänische Fußballnationalmannschaft der Frauen im WM-Qualifikationsspiel gegen die Bosnisch-herzegowinische Fußballnationalmannschaft der Frauen.

## Privates
Sinka spielte ihre gesamte Karriere gemeinsam mit ihrer Zwillingsschwester Zsuzsanna Sinka in einem Verein. Die Geschwister gehören zur ungarischen Minderheit in Rumänien. Beide haben einen Universitätsabschluss in Sportpädagogik.